# Emirates Crown
Emirates Crown ist ein 296 Meter hoher Wolkenkratzer in Dubai (Vereinigte Arabische Emirate). Er steht im Stadtteil Dubai Marina und wird als Wohngebäude genutzt. Der Bau wurde 2005 begonnen, die volle Höhe erreichte er im November 2007. Die Fertigstellung des Hochhauses erfolgte dann im Februar 2008. Der Turm wird, abgesehen von technischen Einrichtungen, vollständig zu Wohnzwecken genutzt, welche sich auf 63 Etagen verteilen. Unterirdisch befinden sich zwei weitere Geschosse. Das Bauwerk verfügt über einen quadratischen Grundriss und hat an der Fassade mehrere kleine Rücksprünge in unterschiedlichen Höhen. Das Dach schließt mit einer kronenförmigen Konstruktion ab, in deren Mitte eine Spitze emporsteigt. Diese Konstruktion wurde auf dem Flachdach des Baukörpers errichtet und besteht aus Stahl. Das Tragwerk besteht vollständig aus Stahlbeton, während die Fassade mit Glas und Stein verkleidet wurde. Durch den Stein ergibt sich der leicht gelbliche Ton des schlank aufsteigenden Turms.